# 釜山航空391号班机事故
釜山航空391号班机是釜山航空运营的釜山至香港的定期客运航班。2025年1月28日，航班在起飞前于金海国际机场起火，全机176人安全撤离，其中7人在事故中受轻伤。

## 背景

### 涉事客机
涉事客机为空中客车A321，注册号HL7763，由AerCap 飛機租賃公司擁有。2007年10月30日首飛，同年租予韩亚航空，2017年6月1日转租釜山航空。事故发生前，该客机正准备执飞釜山至香港的391号班机。
涉事客機曾發生兩宗事故。第一宗事故發生於2009年10月28日，該客機於大阪關西國際機場降落時发生機尾觸地事故。另一宗事故發生於2025年1月3日清晨，该客机执飞BX392航班由香港飛往釜山，抵达釜山金海国际机场时无法确认起落架是否已经放下，需要在机场上空绕场让工作人员查看，在确认起落架已经放下后，该机顺利降落。

### 乘客与机组人员
全机共有169名旅客（當中22名為非韓國國籍旅客）和6名机组人员（包括4名空中服务员及2名飞行员），另有一人为维护工程师，機上不少旅客為趁農曆新年出外度假的韓國家庭。
| 機上人員國籍統計 | 機上人員國籍統計 | 機上人員國籍統計 | 機上人員國籍統計 |
| 國籍             | 乘客             | 機組             | 合計             |
| ---------------- | ---------------- | ---------------- | ---------------- |
| 中华人民共和国   | 18               | 0                | 18               |
| 韩国             | 147              | 7                | 154              |
| 菲律宾           | 1                | 0                | 1                |
| 英国             | 1                | 0                | 1                |
| 美国             | 2                | 0                | 2                |
| 合計             | 169              | 7                | 176              |

## 事故经过
韩国标准时间22时26分，飞机机尾在滑行期间发生火灾，随即蔓延到尾翼及机身。部分旅客称，在一阵“噼里啪啦”的声音后，头顶上的一个隔间燃起大火。另一名乘客说，机组人员没有命令火源附近的乘客撤离，而是告诉他们在最初试图用灭火器灭火时不要离开座位。其他乘客还批评航空公司没有“适当的协议或手册”，因为航空公司官员只告诉他们回家或下榻周边酒店，而没有其他指示。
航司表示机组没有时间通报火情，但示已遵循所有适当程序，并补充说，机长在接到机组人员通报火灾情况后立即关闭了飞机的液压和燃油系统，以防止二次损坏。釜山航空还表示，机组人员阻止一名旅客打开受影响的头顶行李舱用灭火器灭火，称这会注入氧气加剧火势。
全机176人通过充气滑梯疏散，七人轻伤：當中四名机组人员因吸入烟雾感到胸闷，三名老人感到尾骨和背部疼痛，獲安排送院治療。消防员于当地时间22时34分到达现场，大火于23时31分扑灭。涉事客机因严重烧毁，无修复价值而报废。
此次火灾是2013年以来釜山航空首宗事故。

## 调查
韩国代理总理崔相穆下令调查事故。國土交通部调派官员前往事发地，并组建了紧急反应队。火灾后飞行数据记录器被取出；作为飞机制造商所在地，法國航空事故調查處亦派员调查事故。当局表示2月3日起将进行调查，并规定检查后无需卸载燃料。
据报道，由于怀疑火灾是由放置在頭頂行李架中的随身行李内的电池引起的，韩国政府正在审查飞机内电池的处理程序。

## 影響
2025年2月13日，韩国國土交通部宣布自3月1日起，禁止乘坐韩国籍航空公司执飞航班的旅客将移动电源或電子煙放在頭頂行李架內，同时限制旅客携带移动电源的数量和容量，以及放置要求。新规亦禁止旅客在飛機上使用座位的USB插口為移动电源或電子煙充電。
除了韓國外，台灣6家主要航空公司包括長榮航空、中華航空、立榮航空、華信航空、星宇航空與台灣虎航在內的航空公司都因飛航安全考量陸續宣布禁止乘客在飛機上使用行動電源和備用鋰電池。
泰国航空、新加坡航空和酷航从4月起禁止乘客在机上使用或充电移动电源，且容量超过160Wh的移动电源禁止携带。
马来西亚民航局要求乘客自3月4日起随身携带移动电源，不得放入头顶行李舱。
香港国泰航空仍允许乘客在机上使用移动电源为设备充电，但禁止通过座位USB端口充电。但隨著同年3月20日香港航空HX115班機發生頭頂行李架內行動電源起火事故，香港民航处3月24日发布通告，自4月7日起，搭乘香港籍航空公司执飞航班的旅客不得在航班上使用移动电源为电子设备充电，或为移动电源充电，亦不得将移动电源放置于行李架上。
但在事件发生前，中国大陆和美国均已对民航旅客携带和使用移动电源作出限制。中国民用航空局在2014年8月7日印发通知，要求旅客携带的移动电源仅可随身携带，且额定能量不超过100Wh；额定能量在101Wh-160Wh之间的须经航空公司批准且仅可携带两个；额定能量超过160Wh或未标注额定能量的禁止携带。通知还规定移动电源禁止在机上使用。而美国联邦航空管理局要求，移动电源不得放入托运行李中。100Wh以下的移动电源可以作为随身行李携带，101Wh至160Wh的移动电源在获得航空公司批准后才可以携带，但并未规定移动电源禁止在机上使用。而国际民航组织在2017年10月修订了《危险物品安全航空运输技术细则》，规定移动电源不得在航空器上为电子设备充电或为移动电源充电，但在事发前，各地民航主管部门或航空公司并未严格遵守修订后的《细则》相关规定。